# Nagaszaki Egyetem Trópusi Gyógyászati Intézete
A kutatóintézet a Nagaszaki Egyetemhez tartozó központ, amely a trópusi éghajlatra jellemző betegségekre, elsősorban a fertőzőkre specializálódott. A japán állam támogatásával működhet, valamint külföldi partnerei is vannak. Több épületben zajlik a kutatás, két Japánon kívüli központja is van, egy Kenyában, Nairobiban, egy pedig Vietnámban, Hanoiban.

### Nagaszaki Egyetem
A Nagaszaki Egyetem (Nagasaki Daigaku 長崎大学) jelenlegi formájában 1949-ben nyitotta meg kapuit Nagaszaki prefektúra székhelyén, Nagaszaki városban. Az egyetemi campus főépülete a város Bunkjó-macsi nevezetű részén található. Az egyetem már korábban is működő intézmények egyesítésével jött létre, köztük a Nagaszaki Orvosi Egyetem (長崎大学医学部) Nagaszaki Gazdaságtudományi Egyetem (長崎大学経済学部 大学院係), Nagaszaki Tanítóképző, és a Nagaszaki Gimnázium. Az intézményt röviden Csódainak becézik, amely a Nagaszaki (Nagasaki長崎) és az egyetem (daigaku 大学) első írásjeleinek összeolvasásából áll össze.

#### Nagaszaki Orvosi Egyetem

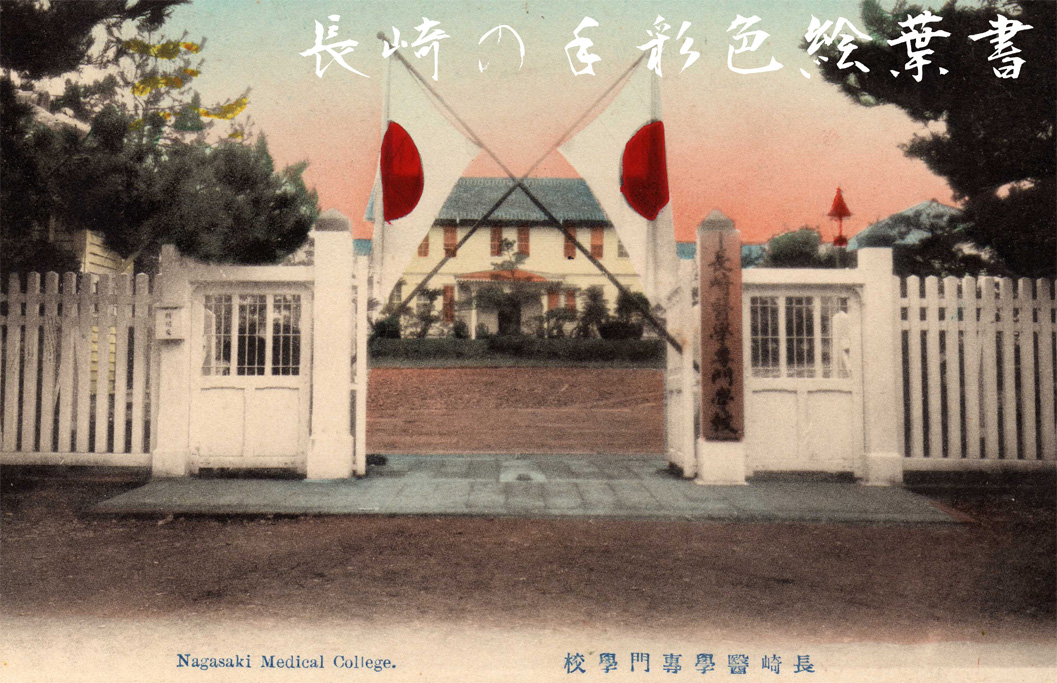
Nagaszaki Orvosi Főiskola a Meidzsi-korban

A mai egyetemet felépítő intézmények legrégebbike az orvosi egyetem, amely 1857 óta működik. Eredetileg Orvosi Gyakorló Intézet volt (Igaku denshūsho 医学伝習所 ). Abban a korban még létezett a sógunátus, és bár az ország nyugatiasítása még nem kezdődött el (amely csak később, a Meidzsi-restauráció során következett be) az intézményben már tanított egy holland professzor, J. L. C. Pompe van Meerdervoort, valamint ez volt az első nyugatias oktatási intézmény az országban. 1861-ben megnyitotta kapuit a hozzá tartozó kórház is, majd már a Meidzsi-korban (1868-tól) az iskolából állami intézmény lett. Eleinte a prefekturális, később nemzeti intézmény lett. Ezt követően, 1901-ben fejlesztették tovább az iskolát, és új nevet is kapott: Nagaszaki Orvosi Szakiskola (Nagasaki igaku senmon gakkō 長崎医学専門学校). A jelenlegi formáját és nevét 1923-ban érte el, ekkor lett Nagasaki Orvosi Egyetem (長崎医科大学 Nagasaki ika daigaku)
A csendes-óceáni háború során Japán is részt vett a harcban, ez idő alatt pedig több orvostudományi intézményt ajánlottak fel a háború áldozatainak, köztük a mai Trópusi Gyógyászati Intézetet. Azonban a második világháborúban bekövetkezett 1945. augusztus kilencedikei amerikai atomtámadás során az egyetem is súlyos károkat szenvedett. Mivel a bombát alig hétszáz méterre dobták le az egyetemtől, mind az ott tartózkodókat, mind az épületet érintette a támadás, több mint nyolcszáz pedagógus, diák és kutató halt meg. Ezt követően új épületet kellett keresnie az egyetemnek, így szeptembertől az oktatás már Omurában zajlott, a következő évben pedig Iszahajában. Az eredeti épületet csak 1950-re sikerült restaurálniuk, az egyetem ekkor költözhetett vissza Nagaszakiba.

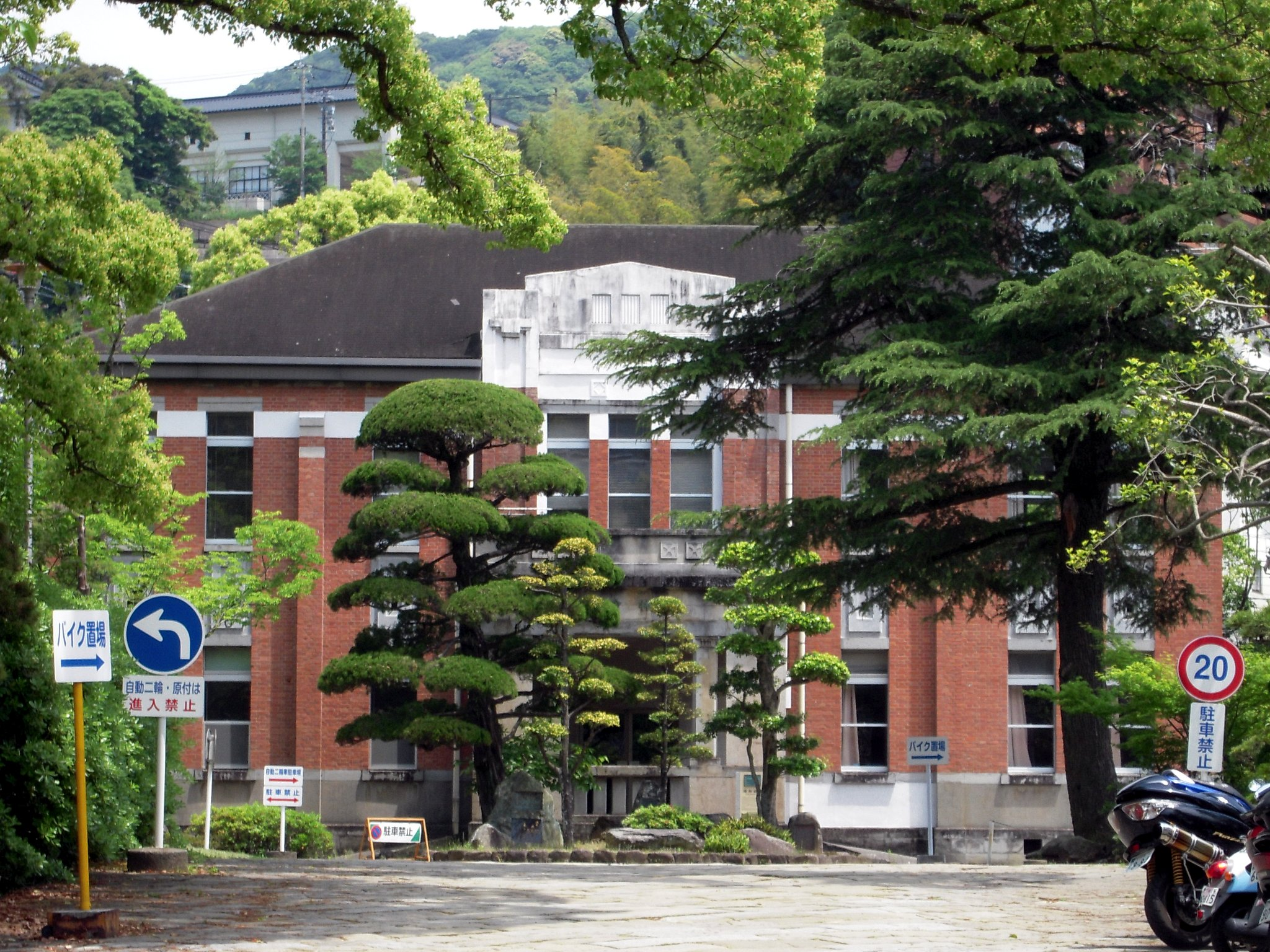
A kafakucsi campusnál található Keirin csarnok, amelyet 1919-ben építettek

#### Kutatóintézetek
- Nagaszaki Egyetem Trópusi Gyógyászati Intézete
- Nagaszaki Egyetem Orvos biológiai Intézete; Atombomba Kórintézet

#### Híres itt végzett diákok
- Nagai Takasi, radiológiai kutató, atombomba-túlélő
- Simomura Oszamu, szerves vegyész és tengerbiológus, 2008-ban Nobel-díjat kapott, aki a zöld fluoreszcent fehérjéken végzett kutatásai miatt részesült az elismerésben két amerikai kutatóval együtt.

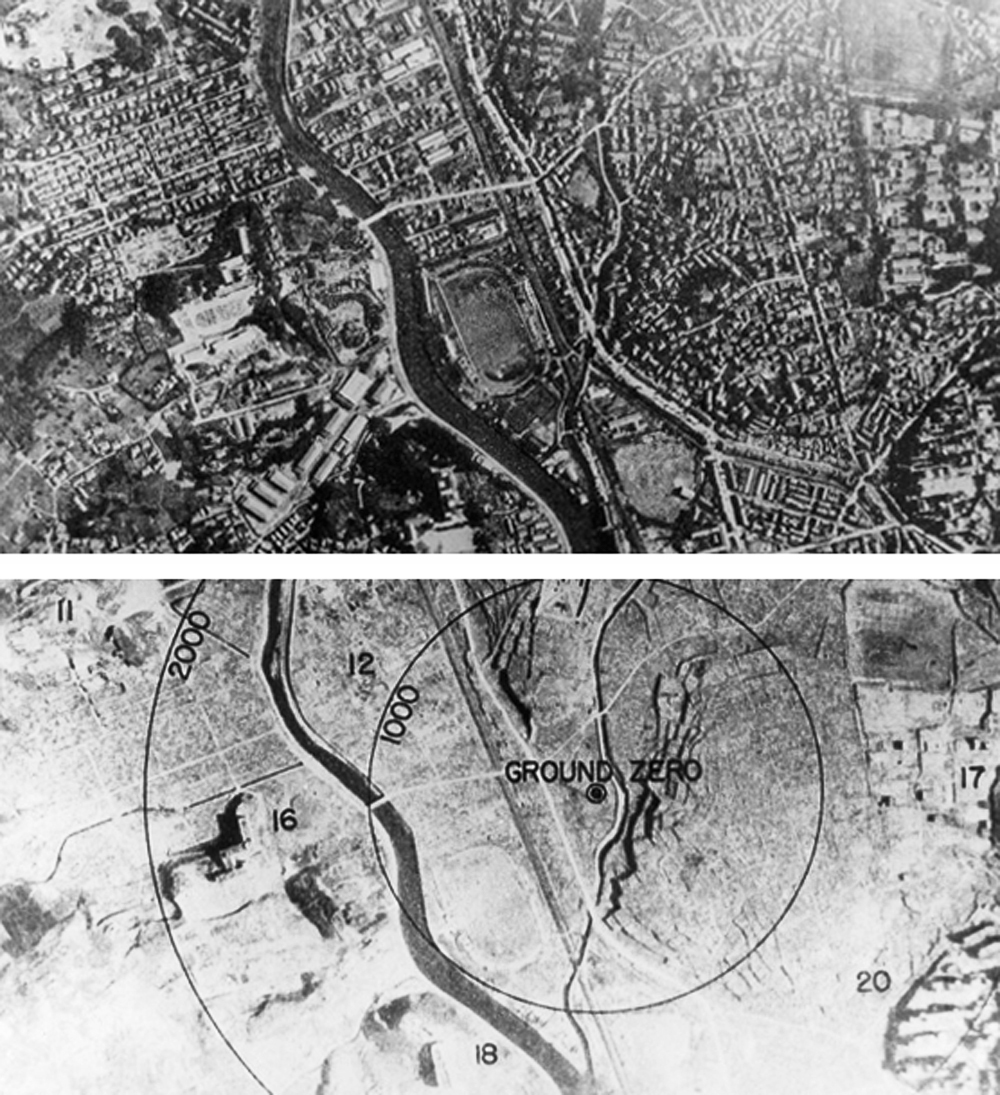
Nagaszaki városa a bombázás előtt és után

## Nagaszaki Egyetem Trópusi Gyógyászati Intézete
A Nagaszaki Egyetem egyik kutatóintézete a különféle trópusi betegségekre specializálódott, elsősorban a fertőzőekre, mint például a HIV vírus vagy a tuberkulózis. Japánban ez az egyetlen trópusi kutatást végző intézet, amely az Oktatási, Kulturális, Sport-, Tudományos és Technológiai Minisztérium támogatásával működik, valamint más kutatóközpontokkal is együtt dolgozik a fertőző betegségek vizsgálatában és megállításában. Nemcsak, hogy japán partnerei vannak, de két külföldi állomása is van, egy afrikai és egy ázsiai. Az afrikai Nairobiban, Kenyában, az ázsiai pedig Hanoiban, Vietnámban található. Az intézetnek több részlege is van, amelyek a kutatás több területével foglalkoznak, például mikrobiológiával vagy parazitabiológiával, de van közegészségügyi részük, valamint klinikai kutatóintézetük is. A kutatás mellett oktatással és tréningekkel is foglalkoznak. Többfajta kurzuson lehet részt venni az intézményen keresztül. Az intézet mester- és PhD-képzésre és külföldi tanulmányokra is lehetőséget biztosít.

### Nairobi Intézet
Az egyetem afrikai kutatóközpontja 2005 szeptembere és 2010 márciusa között „A fertőző betegségek kutatási hálózatának létrehozására irányuló program”, valamint 2010 áprilisa és 2016 márciusa között a „Trópusi Gyógyászat, Újonnan kialakuló fertőző betegségek és klinikai járványtani kutatási program” keretein belül működött az Oktatásügyi Minisztérium támogatásával. 2016 áprilisától a minisztériumtól újabb támogatást kaptak a fertőző betegségek kontrollálhatóságának kutatására. Ezen program főleg abban nyújtott segítséget, hogy minél több kutató munkáját biztosítsák, valamint kapcsolatokat építsenek ki a helyi kutatószervezetekkel.
Bár a központ Nairobiban van, három másik városban is működik laboratóriumuk, Mbitában, Kwalében és Busiában. Állandó fejlesztések zajlanak az intézetben, az épületek és konferenciatermek felújítása, az információs rendszer folyamatos karbantartása, valamint egyre korszerűbb eszközök beszerzésével próbálják minél eredményesebbé tenni az ott dolgozók munkáját. A kutatók és intézményvezetők megosztva dolgoznak, vannak, akiket áthelyeztek Japánból Kenyába, mások viszont maradtak a szigetországban, és csupán időszakosan látogatnak az afrikai központba.
A trópusi kutatóintézet több projekttel is foglalkozik, a különböző laboratóriumokban különböző kutatások zajlanak. Vizsgálják például a népességi adatokat, születés- és halálozásszámot, és hogy ezek mennyire kapcsolhatók össze az egyes betegségekkel. Különös figyelmet fordítanak a moszkitók okozta maláriára, amely különös veszélyt jelent a térségben, valamint az iskolás gyerekek egészségügyével is foglalkoznak.
Ezek a kutatások több helyszínen folynak. Az ország nyugati régióiban főként a parazitológiára, a malária felszámolására és a moszkitók áttelepítésére fektetnek nagyobb hangsúlyt, míg Nairobiban baktériumok és vírusok okozta hasmenéses betegségeket és a moszkitók által fellépő vérzéses lázat vizsgálják. Kwalében pedig a járványszerű anyai gyermekbetegségekkel foglalkoznak.
Az intézetben egyszerre tanulnak kenyai diákok, valamint a Nagaszaki Egyetem ösztöndíjat biztosít évente három mesterszakos diákjának, hogy Kenyában tanulhasson. A Nagaszaki Egyetemen kívül oszakai és sigai diákok is pályázhatnak a lehetőségre, hogy Afrikában kutathassanak egyetemi tanulmányaik alatt.

### Hanoi Intézet
A Trópusi Gyógyászati Intézet és a Vietnámi Nemzeti Higiéniai és Járványtani Intézet közös együttműködésén alapuló projekt keretein belül 2005 óta aktívan működik a hanoi központ. Itt is elsősorban a kialakuló, és újból visszatérő fertőző betegségeket veszik célba, melyek kutatását a japán Oktatási, Kulturális, Sport-, Tudományos és Technológiai Minisztérium biztosítja. A vietnámi kutatóállomáson is számos projektet végeznek, megvizsgálják a környezeti és társadalmi tényezőket, és a betegségek azokra gyakorolt hatását. Ezek a betegségek például az állatok által emberekre továbbterjedő zoonózis, vektorok által terjesztett fertőző betegségek, hasmenés és gyermekkori tüdőgyulladás. A kutatások több részletben zajlottak, először 2005-től 2009-ig, majd a sikereken felbuzdulva további négy évig folytatták, 2010-től 2014-ig. Az azt követő évtől, 2015-től már az újonnan alapított Japán Gyógyászati Kutatási és Fejlesztési Hivatal támogatásával kezdődhetett a kutatás harmadik fázisa. Ezen projekt keretein belül négy fertőző betegséget kezdtek vizsgálni, a Dengue-lázat, a hasmenést, influenzát, és a különféle gyógyszerek által hordozott baktériumok okozta kórokat. A Dengue-láz egy trópusi betegség, amelyeket szúnyogok (nagyrészt az ázsiai tigrisszúnyog) okoz, és magas lázzal, kínzó fájdalmakkal, vagy akár vérzéssel is járhat.
A Vietnámi Központ összesen húsz projekten dolgozik, némelyeket önállóan, némelyeket pedig egyéb japán intézményekkel közösen, valamint közreműködnek még a vietnámi államhoz tartozó kutatóintézetekkel, és a Japán Nemzetközi Együttműködési Hivatala által támogatott kórházakkal.